# Gordan Kožulj
Gordan Kožulj (Zagabria, 28 novembre 1976) è un ex nuotatore croato.
Specializzato nel dorso, ha gareggiato in tre Olimpiadi.

## Palmarès
- Mondiali

Barcellona 2003: argento nei 200m dorso.
- Mondiali in vasca corta

Atene 2000: oro nei 200m dorso.
- Europei

Istanbul 1999: argento nei 100m dorso e nei 200m dorso.
Helsinki 2000: oro nei 200m dorso.
Berlino 2002: oro nei 200m dorso.
Eindhoven 2008: argento nella 4x100m misti.
- Europei in vasca corta

Valencia 2000: argento nei 100m dorso e nei 200m dorso.
Anversa 2001: oro nei 200m dorso.
Riesa 2002: bronzo nei 200m dorso.
Trieste 2005: bronzo nei 200m dorso.
- Giochi del Mediterraneo

Bari 1997: argento nei 100m dorso.
Almerìa 2005: argento nei 200m dorso.

### Coppa del Mondo
- Vincitore della Coppa del Mondo dei 100m dorso nel 2001
- Vincitore della Coppa del Mondo dei 200m dorso nel 2001